# Тур де Рибас
Тур де Рибас — шоссейная однодневная велогонка, проводящаяся с 1995 года в Одесской области (Украина). 

## История
Своё название гонка получила в честь Иосифа Михайловича де Рибаса — основателя города Одессы. Её дебютный выпуск в 1995 году был приурочен к 200-летию города. До 2015 года проводилась как многодневная.
В 2016 году вошла в Европейского тура UCI, получив категорию 2.1.

## Призёры
| Год  | Победитель           | Второй             | Третий             |
| ---- | -------------------- | ------------------ | ------------------ |
| 1995 | Кирилл Поспеев       | Андрей Москалёв    | Валерий Макарин    |
| 1996 | Валерий Кобзаренко   | Вадим Нанаенко     | Валерий Зайцев     |
| 1997 | Юрий Метлюшенко      | Валерий Кобзаренко | Валерий Макарин    |
| 1998 | Алексей Наказный     | Юрий Прокопенко    | Алексей Христанин  |
| 1999 | Анатолий Варварюк    | Владимир Старчик   | Пётр Колесников    |
| 2000 | не проводилась       | не проводилась     | не проводилась     |
| 2001 | Леонид Тимченко      | Андрей Бычко       | Андрей Петушков    |
| 2002 | Александр Дикий      | Андрей Гладкий     | Андрей Прищепа     |
| 2003 | Александр Суроткович | Андрей Прищепа     | Андрей Гладкий     |
| 2004 | Александр Суроткович | Виталий Бричак     | неизвестен         |
| 2005 | Александр Суроткович | Андрей Кутало      | Юрий Леотенко      |
| 2006 | Андрей Гладкий       | Любомир Полатайко  | Александр Клименко |
| 2007 | Николас Гоменюк      | Алексей Шепилов    | Станислав Волков   |
| 2008 | Виталий Кондрут      | Руслан Подгорный   | Станислав Волков   |
| 2009 | Дмитрий Петров       | Андрей Горкуша     | Роман Вишнёвский   |
| 2010 | Алексей Шмидт        | Андрей Василюк     | Валерий Кобзаренко |
| 2011 | Артём Теслер         | Владимир Дюдя      | Сергей Гречин      |
| 2012 | не проводилась       | не проводилась     | не проводилась     |
| 2013 | Бронислав Самойлов   | Сергей Попок       | Роман Романович    |
| 2014 | не проводилась       | не проводилась     | не проводилась     |
| 2015 | не проводилась       | не проводилась     | не проводилась     |
| 2016 | Андрей Василюк       | Михаил Кононенко   | Сергей Лагкути     |
| 2017 | Сергей Лагкути       | Андрей Василюк     | Елчин Асадов       |